# Mistrzostwa Świata w Strzelectwie 1961 (ruchoma tarcza i rzutki)
Mistrzostwa Świata w Strzelectwie 1961 (ruchoma tarcza i rzutki) – pierwsze mistrzostwa świata w strzelaniu tylko do ruchomych tarcz i rzutków. Rozegrano je w norweskim Oslo. 
Przeprowadzono wówczas sześć konkurencji dla mężczyzn. Najwięcej medali zdobył Ludwig Łustberg z ZSRR (4). W klasyfikacji medalowej zwyciężyli reprezentanci Stanów Zjednoczonych.

## Klasyfikacja medalowa
| Pozycja | Kraj              | Złoto | Srebro | Brąz | Łącznie |
| ------- | ----------------- | ----- | ------ | ---- | ------- |
| 1       | Stany Zjednoczone | 2     | 3      | 0    | 5       |
| 2       | ZSRR              | 2     | 2      | 3    | 7       |
| 3       | Wenezuela         | 1     | 0      | 0    | 1       |
| 3       | Włochy            | 1     | 0      | 0    | 1       |
| 5       | Szwecja           | 0     | 0      | 2    | 2       |
| 6       | Rumunia           | 0     | 0      | 1    | 1       |

## Wyniki
| Konkurencja                                            | Złoto                                                                  | Wynik    | Srebro                                                                 | Wynik    | Brąz                                                                     | Wynik    |
| Strzelanie do ruchomej tarczy                          |                                                                        |          |                                                                        |          |                                                                          |          |
| Runda pojedyncza do sylwetki jelenia, 100 m            | Loyd Crow                                                              | 226 pkt. | Witalij Romanienko                                                     | 222 pkt. | Ludwig Łustberg                                                          | 221 pkt. |
| Runda pojedyncza do sylwetki jelenia, 100 m, drużynowo | ZSRR Władimir Linnikow Ludwig Łustberg Igor Nikitin Witalij Romanienko | 879 pkt. | Stany Zjednoczone Loyd Crow Joseph Deckert John Foster Willis Powell   | 877 pkt. | Szwecja Hakan Halvardsson Stig Johansson Karl Karlsson Björn Schullström | 812 pkt. |
| Runda podwójna do sylwetki jelenia, 100 m              | John Foster                                                            | 222 pkt. | Władimir Linnikow                                                      | 219 pkt. | Ludwig Łustberg                                                          | 219 pkt. |
| Runda podwójna do sylwetki jelenia, 100 m, drużynowo   | ZSRR Władimir Linnikow Ludwig Łustberg Igor Nikitin Witalij Romanienko | 861 pkt. | Stany Zjednoczone Loyd Crow John Foster Willis Powell Norman Skarpness | 833 pkt. | Szwecja Rune Flodman Hakan Halvardsson Stig Johansson Karl Karlsson      | 812 pkt. |
| Strzelanie do rzutków                                  |                                                                        |          |                                                                        |          |                                                                          |          |
| Skeet                                                  | Carlos Plaza Márquez                                                   | 199 pkt. | Bernard Hartman                                                        | 198 pkt. | Arkadij Kapłun                                                           | 197 pkt. |
| Trap                                                   | Ennio Mattarelli                                                       | 296 pkt. | Francis Eisenlauer                                                     | 296 pkt. | Ion Dumitrescu                                                           | 295 pkt. |